# KVD-1
Le KVD-1 était un moteur-fusée cryogénique fonctionnant au mélange LOX / LH2 pour un étage supérieur développé par le Bureau de conception Issaïev (aujourd’hui KB Khimmash) en Russie au début des années 1960. Cette version modifiée du RD-56 a été développée dans l'intention de produire un moteur cryogénique pour l’étage supérieur de la fusée N-1. Il devait être utilisé par l’URSS pour des missions lunaires. Le concept du KVD-1 prévoyait une poussée de 7,5 tonnes.

## Développement initial
L’origine du KVD-1 est le moteur RD-56 qui était destiné à être utilisé au sein du programme lunaire de l’URSS. Le RD-56 appelé également le 11D56 devait équiper les fusées N-1M. Les fusées N-1M étant une évolution planifiée des N-1. Cependant, après quatre échecs de lancement successifs des N-1, le développement a été abandonné. La conception du moteur a été vendue par la suite à l’ISRO sous le nom de « KVD-1 » dans le cadre d'un contrat d'une valeur de 120 millions $ avec l'agence soviétique Glavkosmos qui a permis à l'ISRO d’importer 2 moteurs KVD-1 et de signer un accord de transfert de technologie de la Russie.

## Programme ISRO
Les moteurs se sont révélés dans un premier temps inefficaces en raison d’un trop faible rapport poussée / poids. L’agence spatiale russe a optimisé ultérieurement le moteur pour lui permettre de lancer un satellite avec une masse au décollage de 2,5 tonnes. À la suite de ces améliorations, le satellite INSAT-4CR (en) d’une masse de 2 140 kg a été lancé en 2007.

## Sanctions imposées par les États-Unis
En 1991, un accord a été signé entre l'Inde et la Russie pour le transfert de technologie vers l'Inde afin que les moteurs KVD-1 puissent être construits localement en Inde. En juillet 1993, les États-Unis ont estimé que ce transfert de technologies enfreignait le Régime de contrôle des technologies de missiles et décidèrent d’imposer des sanctions contre l'ISRO et Glavkosmos. Après ce revers diplomatique, l'ISRO a été contraint de développer son propre programme cryogénique.

## Caractéristiques
Le moteur était un moteur-fusée à chambre unique brûlant un mélange cryogénique pour le lancement d'engins spatiaux pour une mise en orbite elliptique ou géostationnaire.
- Masse à vide : 282 kg
- Hauteur  : 2,14 m
- Diamètre  : 1,56 m
- Impulsion spécifique : 462 secondes
- Poussée: 69.60 kN
- Temps de combustion  : 800 secondes[7],[8],[9],[10]

## Utilisation
Le KVD-1 a été utilisé dans les véhicules suivants de lancement
- GSLV Mk I